# الذنبة (تعز)
الذنبة هي إحدى قرى الجمهورية اليمنية. وهي تتبع جغرافيًا لمحافظة تعز. وإداريًا لمديرية ماوية. يبلغ تعداد سكانها 2195 نسمة حسب الإحصاء الذي جرى عام 2004.